# Estación Lipingue
Lipingue (o Lipingüe) es una estación de ferrocarriles ubicada en la comuna chilena de Los Lagos de la Región de Los Ríos, que es parte de la Línea Troncal Sur. Actualmente no existen servicios que se detengan en esta estación.

## Historia
La estación aparece con la construcción del ferrocarril Valdivia-Victoria-Osorno, que inició sus obras en 1888 y que sufrió muchos contratiempos durante su construcción. El trabajo se subdividió en dos grandes secciones, desde estación Valdivia hasta estación Pichi-Ropulli, y desde Pichi-Ropulli hasta la estación Osorno. Debido a muchos atrasos con las obras en el tramo Valdivia-Pichirropulli por más de una década, el gobierno pone como límite de su entrega el 1 de marzo de 1899; sin embargo, debido a un fuerte temporal durante el año, el segmento y el total del ferrocarril se inaugura a mediados de noviembre de 1899.
La estación no aparece en los listados de 1916, Se crea como paradero en 1918; hasta la década de 1960 la estación prestó servicios de pasajeros.
Actualmente la estación no presta ningún servicio, la estación y andenes se encuentran en relativo buen estado. El edificio de la estación es utilizado actualmente como una residencia privada.